# Festival di Sanremo 1963
Il tredicesimo Festival di Sanremo si svolse al Salone delle feste del Casinò di Sanremo dal 7 al 9 febbraio 1963 con la conduzione di Mike Bongiorno — alla prima di cinque conduzioni sanremesi consecutive e di undici in assoluto fino al 1997 — affiancato da Edy Campagnoli, Maria Giovannini (entrambe in passato già al fianco di Bongiorno come vallette nel quiz Lascia o raddoppia?), Rossana Armani (sorella del futuro celebre stilista Giorgio) e Giuliana Copreni. Le prime due serate vennero trasmesse in diretta dalle 22,15 sul Secondo Programma Radio e in cronaca registrata sul Secondo Programma TV alle 22,35; la serata finale venne trasmessa in contemporanea Radio e Tv dalle ore 21,35. Da notare che le canzoni furono tutte eseguite in anteprima al pianoforte (senza parte cantata) il giorno prima della gara a beneficio dei pochi presenti al night del Casinò di Sanremo, rendendole tecnicamente "non inedite" all'inizio della manifestazione. Questo avvenne per aggirare l'articolo 61 del regolamento SIAE che escludeva dai diritti d'autore "i brani inediti che partecipano ad una gara con classifica". A suonare il pianoforte fu un giovanissimo Fred Bongusto.
A presiedere la commissione esaminatrice fu chiamato il noto attore e regista Vittorio De Sica, che querelò lo scrittore Giuseppe Marotta (autore di una canzone scartata dalla commissione) il quale lo aveva definito "un ignorante che non saprebbe distinguere un endecasillabo da un manico di ombrello".
Fu la prima edizione ad essere abbinata al Festival di Castrocaro riservato alle cosiddette "voci nuove": da regolamento, i primi due classificati (in questo caso Eugenia Foligatti e Gianni La Commare) avrebbero di diritto partecipato al Festival di Sanremo. L'abbinamento durò fino all'edizione del 1966.
Contro ogni previsione (come grande favorita quell'anno veniva data Milva con Ricorda, un brano con testo scritto da Mogol ma con un impianto musicale ormai troppo severo per la sensibilità del pubblico più giovane) a vincere fu la coppia Tony Renis — Emilio Pericoli con Uno per tutte, scritta dallo stesso Renis insieme ad Alberto Testa. La canzone fu al centro di un'accusa di plagio: accusa dalla quale lo stesso Renis, assieme a Testa, si difese raccogliendo in un disco una dozzina di canzoni di epoche diverse, e dimostrando che ciascuna era uguale a quella precedente e che tutte ricordavano la sua.
I dischi del tredicesimo festival vendettero generalmente poco, a parte exploit commerciali come Giovane giovane interpretato da Pino Donaggio e Cocky Mazzetti.

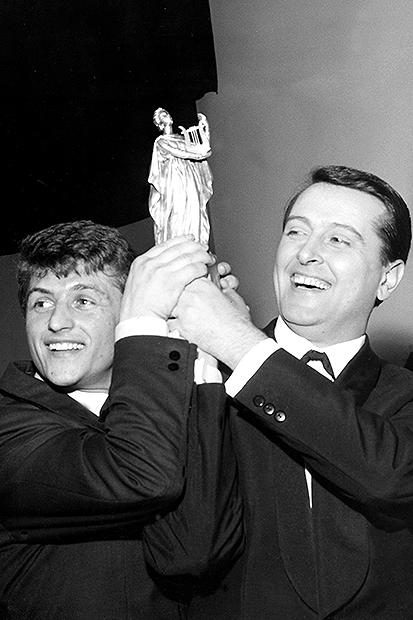
Tony Renis e Emilio Pericoli vincitori del Festival

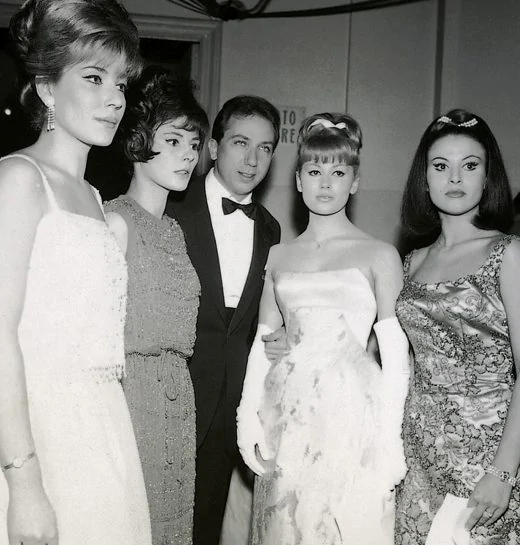
I presentatori del Festival

## Partecipanti
| Interprete        | Ultime partecipazioni al Festival |
| ----------------- | --------------------------------- |
| Arturo Testa      | 1962                              |
| Aura D'Angelo     | 1962                              |
| Aurelio Fierro    | 1962                              |
| Claudio Villa     | 1962                              |
| Cocky Mazzetti    | 1962                              |
| Emilio Pericoli   | 1962                              |
| Ennio Sangiusto   | Esordiente                        |
| Eugenia Foligatti | Esordiente                        |
| Flo Sandon's      | 1962                              |
| Gianni La Commare | Esordiente                        |
| Joe Sentieri      | 1962                              |
| Johnny Dorelli    | 1962                              |
| Luciano Tajoli    | 1962                              |
| Mario Abbate      | 1962                              |
| Milva             | 1962                              |
| Pino Donaggio     | 1961                              |
| Quartetto Radar   | Esordienti                        |
| Sergio Bruni      | 1962                              |
| Tonina Torrielli  | 1962                              |
| Tony Renis        | 1962                              |
| Wilma De Angelis  | 1962                              |

## Classifica, canzoni e cantanti
| Posizione | Interprete                           | Canzone                              | Autori                                       | Voti ricevuti |
| --------- | ------------------------------------ | ------------------------------------ | -------------------------------------------- | ------------- |
| 1º        | Tony Renis - Emilio Pericoli         | Uno per tutte                        | Mogol, A. Testa e T. Renis                   | 90            |
| 2º        | Claudio Villa - Eugenia Foligatti    | Amor mon amour my love               | W. Malgoni, Pinchi e B. Pallesi              | 77            |
| 3º        | Pino Donaggio - Cocky Mazzetti       | Giovane giovane                      | P. Donaggio e A. Testa                       | 71            |
| 4º        | Wilma De Angelis - Johnny Dorelli    | Non costa niente                     | G. Calabrese, D. Calcagno e E. Sciorilli     | 48            |
| 5º        | Milva - Luciano Tajoli               | Ricorda                              | C. Donida e Mogol                            | 45            |
| 6º        | Tonina Torrielli - Eugenia Foligatti | Perdonarsi in due                    | G. D'Anzi e Pinchi                           | 19            |
| 7º        | Aurelio Fierro - Claudio Villa       | Occhi neri e cielo blu               | M. Panzeri e D. Pace                         | 16            |
| 8º        | Emilio Pericoli - Sergio Bruni       | Sull'acqua                           | M. Pagano e F. Maresca                       | 14            |
| 9º        | Aura D'Angelo - Arturo Testa         | Tu venisti dal mare                  | F. Rendine e A. Pugliese                     | 12            |
| 10º       | Milva - Gianni La Commare            | Non sapevo                           | P. Calvi e B. Pallesi                        | 10            |
| NF        | Gianni La Commare - Tonina Torrielli | Com'è piccolo il cielo               | Signori (Franco Mojoli) e Vinicio Garavaglia |               |
| NF        | Joe Sentieri - Johnny Dorelli        | Fermate il mondo                     | B. Canfora e D. Verde                        |               |
| NF        | Ennio Sangiusto - Quartetto Radar    | La ballata del pedone                | Vittorio Pierantoni e Angelo Giacomazzi      |               |
| NF        | Ennio Sangiusto - Luciano Tajoli     | Le voci                              | G. Fallabrino e Luciana Medini               |               |
| NF        | Mario Abbate - Quartetto Radar       | Oggi non ho tempo                    | C. Lojacono e N. Salerno                     |               |
| NF        | Tony Renis - Cocky Mazzetti          | Perché perché                        | G. Cichellero                                |               |
| NF        | Arturo Testa - Joe Sentieri          | Quando ci si vuol bene... (Come noi) | E. Isola, B. Zambrini e G. Calabrese         |               |
| NF        | Wilma De Angelis - Flo Sandon's      | Se passerai di qui                   | G. C. Testoni e A. Camis                     |               |
| NF        | Aurelio Fierro - Sergio Bruni        | Un cappotto rivoltato                | O. Leuzzi e F. Specchia                      |               |
| NF        | Mario Abbate - Flo Sandon's          | Vorrei fermare il tempo              | G. Redi e Franchini                          |               |

## Orchestra
Orchestra diretta dai maestri Pino Calvi e Gigi Cichellero.

## Piazzamenti in classifica dei singoli[6]
| Interprete      | Singolo                  | Pos.Max. |
| --------------- | ------------------------ | -------- |
| Tony Renis      | Uno per tutte/Le ciliege | 1        |
| Pino Donaggio   | Giovane giovane          | 2        |
| Claudio Villa   | Amor mon amour my love   | 6        |
| Milva           | Ricorda                  | 9        |
| Johnny Dorelli  | Non costa niente         | 13       |
| Tony Renis      | Perché perché            | 32       |
| Ennio Sangiusto | La ballata del pedone    | 40       |

## Organizzazione
ATA

## Direzione artistica
Gianni Ravera